# Reichspressechef
De Reichspressechef der NSDAP was een van de Reichsleiter der NSDAP, en zodoende maakte de houder van de titel deel uit van de Reichsleitung, die zetelde in het Braunes Haus in München. Otto Dietrich was als Rijksperschef ondergeschikt aan een andere Reichsleiter, namelijk Reichspresseleiter Max Amann, die op zijn beurt aan Reichspropagandaleiter en Reichsminister Joseph Goebbels rapporteerde.

## Taak en organisatie
In naam van de Reichsleiter für die Presse Max Amann hield Dietrich toezicht op de Reichspressekammer, onderdeel van de Reichskulturkammer. Hij hielp ook bij het opstellen van ideologisch correct beleid met betrekking tot de grote kranten en uitgeverijen van die tijd en beschikte hiervoor over een "Politiek Kantoor". Verder was Otto Dietrich ambtshalve staatssecretaris in het Reichsministerium für Volksaufklärung und Propaganda. Na de nationaalsocialistische machtsovername in 1933 was de Reichspressechef belast met het dagelijks toezicht op uitgeverijen en krantenredacties in overeenstemming met de toenmalige wetgeving.

## Einde
Otto Dietrich bleef tot het einde van de Tweede Wereldoorlog Reichspersleiter,, ofschoon veel van de activiteiten van zijn organisatie aan het einde van de oorlog niet meer werden uitgevoerd. Met Wet nr. 2 van de Geallieerde Controleraad van 10 oktober 1945 werd de organisatie als onderdeel van de NSDAP verboden door de nieuwe machthebbers. Alle eigendommen van de Reichspressechef werden geconfisqueerd.